# Cindy Ngamba
Cindy Winner Djankeu Ngamba més coneguda com a Cindy Ngamba (Camerun, 7 de setembre de 1998) és una boxejadora amateur camerunesa. Va ser la primera integrant de la història de l'Equip Olímpic de Refugiats (EOR) en aconseguir una medalla oímpica, gràcies al bronze que va obtenir en la competició de boxa en categoria femenina de 75 kg als Jocs Olímpics d'estiu de 2024.

## Primers anys
Ngamba va néixer a Camerun. Amb 11 anys va anar al Regne Unit amb el seu pare.Va patir assetjament escolar a l'escola a causa de la seva dificultat per parlar anglès, pel seu pes i pel seu olor corporal, però les seves professores de gimnàstica van tenir cura d'ella i li van oferir participar en diversos esports. Després d'haver destacat en el futbol, Ngamba va triar la boxa.Va estudiar Criminologia a la Universitat de Bolton.
Als 18 anys va sortir de l'armari com a lesbiana i per aquest motiu no pot tornar al seu país d'origen, on l'homosexualitat és il·legal. El 2019 es va enfrontar a una possible extradició i va ser temporalment enviada a un camp de detenció de Londres amb el seu germà. Va ser alliberada l'endemà.

## Trajectòria esportiva
Ngamba entrena amb la selecció nacional britànica, però no pot competir pel Regne Unit perquè no té passaport britànic. Ha guanyat el Campionat Nacional Britànic de Boxa Amateur en tres categories de pes diferent; és la primera dona en assolir aquesta fita des de Natasha Jonas.
El 2023 Ngamba va guanyar el Torneig Bocksai, una de les dates claus del circuit de boxa europeu, que es va celebrar a Hongria. També va competir a la categoria femenina de pes mitjà als Jocs Europeus de 2023 a l'equip de refugiats.
El 2024 va competir amb l'equip olímpic de refugiats al Torneig de Qualificació de Boxa Olímpica 1, on es va qualificar per als Jocs Olímpics d'estiu de París amb la boxejadora britànica Chantelle Reid. El 2 de maig de 2024, Ngamba va fer oficial la seva participació amb l'Equip Olímpic de Refugiats, convertint-la en la primera boxejadora en ser escollida per a l'equip. També va ser escollida com a una de les abanderades per a la cerimònia d'obertura, al costat de la taekwondista siriana Yahya Al-Ghotany.
Als Jocs Olímpics de París va debutar a la primera ronda en un combat contra la canadenca i campiona mundial de boxa de 2022 Tammara Thibeault, que va guanyar amb una decisió dividida del jurat. Als quarts de final va vèncer a la medallista de bronze del mundial de 2022, la francesa Davina Michel, per decisió unànime. El combat de semifinals, contra la panamenya Atheyna Bylon, va resoldre's a favor de la centro-americana. No obstant, en el torneig de boxa olímpica no hi ha final de consolació, i els dos boxadors eliminat en semifinals pugen al podi com a tercers. D'aquesta manera, Ngamba va esdevenir la primera esportista de l'equip de refugiats en obtenir medalla olímpica.